# Montezumina hubbelli
Montezumina hubbelli är en insektsart som beskrevs av Nickle 1984. Montezumina hubbelli ingår i släktet Montezumina och familjen vårtbitare. Inga underarter finns listade i Catalogue of Life.